# Jean Servais (acteur)
Jean Servais (Antwerpen, 24 september 1910 - Parijs, 17 februari 1976) was een Belgisch film- en toneelacteur.
Hij volgde een acteursopleiding aan het Brusselse Conservatorium en was een tijd lang lid van Jean-Louis Barraults theatergezelschap.
Zijn bekendste rol is die van Tony le Stéphanois in Jules Dassins heistfilm Du rififi chez les hommes uit 1955. Ook speelde hij naast Gérard Philipe in het Luis Buñueldrama La fièvre monte à El Pao en in de Amerikaanse oorlogsfilm The Longest Day met onder anderen John Wayne, Robert Mitchum, Henry Fonda en Sean Connery.

## Filmografie (selectie)
- 1934 : Les Misérables (Raymond Bernard)
- 1934 : Angèle (Marcel Pagnol)
- 1934 : La Chanson de l'adieu (Géza von Bolváry en Albert Valentin)
- 1934 : Jeunesse (Georges Lacombe)
- 1934 : Amok (Fédor Ozep)
- 1936 : Rose (Raymond Rouleau)
- 1938 : La vie est magnifique (Maurice Cloche)
- 1938 : Terre de feu (Marcel L'Herbier)
- 1943 : Tornavara (Jean Dréville)
- 1943 : La Vie de plaisir (Albert Valentin)
- 1948 : Une si jolie petite plage (Yves Allégret)
- 1950 : Le Château de verre (René Clément)
- 1952 : Le Plaisir (Max Ophüls) (in het derde deel Le Modèle)
- 1953 : Rue de l'Estrapade (Jacques Becker)
- 1955 : Du rififi chez les hommes (Jules Dassin)
- 1955 : Les héros sont fatigués (Yves Ciampi)
- 1957 : Celui qui doit mourir (Jules Dassin)
- 1957 : Quand la femme s'en mêle (Yves Allégret)
- 1958 : Tamango (John Berry)
- 1958 : Les Jeux dangereux (Pierre Chenal)
- 1960 : La fièvre monte à El Pao (Luis Buñuel)
- 1960 : Meurtre en 45 tours (Étienne Périer)
- 1961 : Les Menteurs (Edmond T. Gréville)
- 1961 : Le Jeu de la vérité (Robert Hossein)
- 1962 : Le crime ne paie pas (Gérard Oury), (sketchenfilm, episode L'Affaire Hughes)
- 1962 : The Longest Day (Ken Annakin)
- 1963 : Soupe aux poulets (Philippe Agostini)
- 1963 : Rififí en la ciudad (Jesús Franco)
- 1964 : L'Homme de Rio (Philippe de Broca)
- 1965 : Thomas l'imposteur (Georges Franju)
- 1966 : Lost Command  (Mark Robson)
- 1966 : Avec la peau des autres (Jacques Deray)
- 1968 : Coplan sauve sa peau (Yves Boisset)
- 1968 : Meglio vedova (Duccio Tessari)
- 1968 : Seduto alla sua destra (Valerio Zurlini)
- 1973 : L'Affaire crazy capo (Patrick Jamain)
- 1974 : Le Seuil du vide (Jean-François Davy)
- 1974 : La Couleur de la mer (Gilles Béhat)
- 1974 : Le Protecteur (Roger Hanin)
- 1974 : La Balançoire à minouches  (Jean-Louis van Belle)

- Biblioteca Nacional de España: XX1561090
- Bibliothèque nationale de France: cb13899678k (data)
- Gemeinsame Normdatei: 140250476
- International Standard Name Identifier: 0000 0001 2138 2528
- Library of Congress Control Number: no2001045628
- MusicBrainz: c794c747-7a78-4699-a5f0-7b741cf28005
- Nederlandse Thesaurus van Auteursnamen: 261646818
- SNAC: w65b1dhw
- Système universitaire de documentation: 077685458
- Virtual International Authority File: 36924558